# 3D tkanina
3D tkanina je trojrozměrná textilie definovaná jako výrobek
- s prostorovou orientací vláken nebo nití (through-the-thickness) a/nebo
- s prostorovým rozpínáním konstrukčního dílu (near-net-shape)[1]

## Způsob výroby a použití

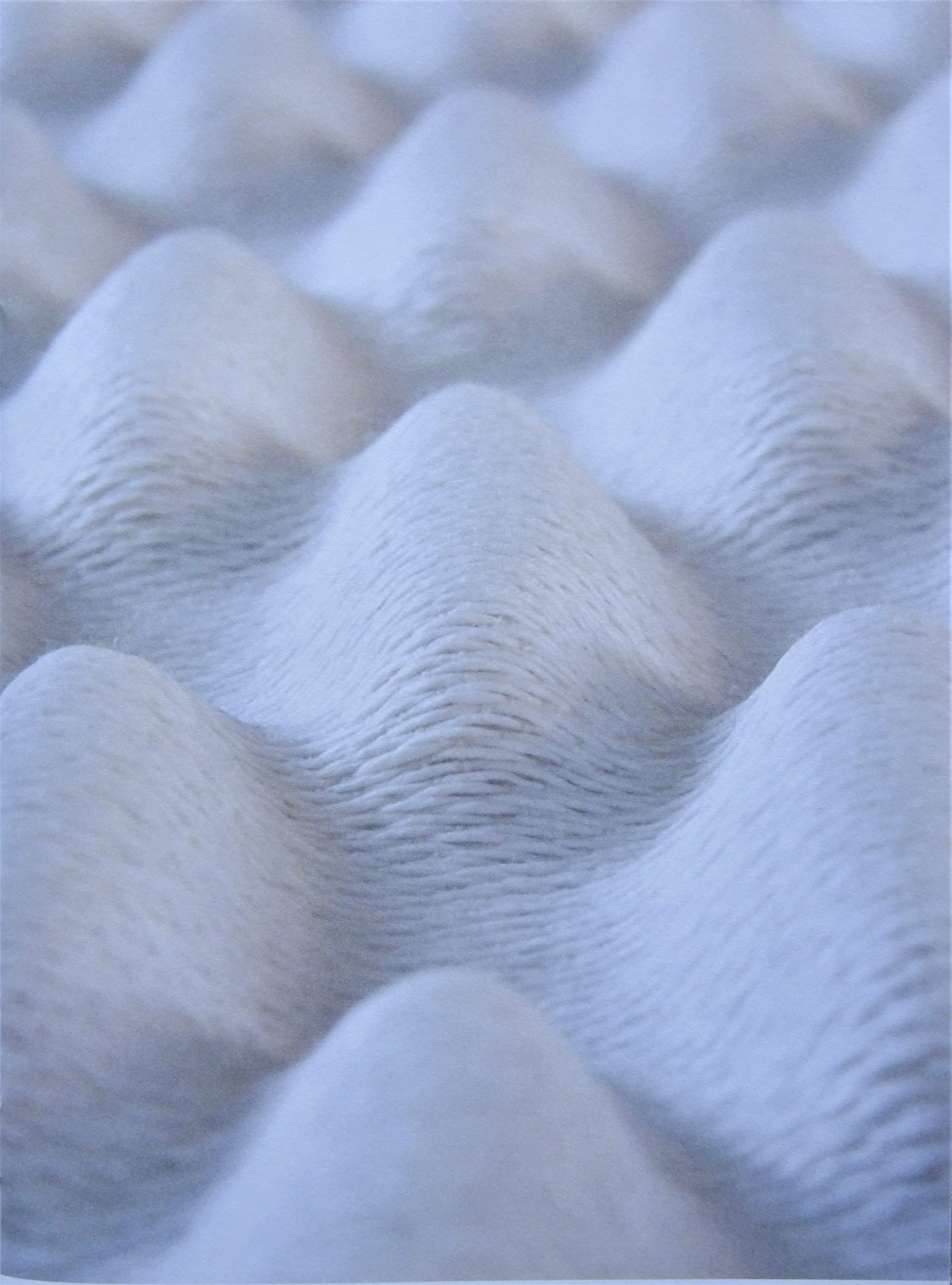
Návrh 3D tkaniny k pokrývání akustických stěn

### Příze pro 3D tkaniny
V závislosti na druhu a tvaru tkaniny se používají příze z uhlíkových, skleněných, aramidových, křemenných i kovových vláken.
Příze, vesměs z filamentů, se předkládají ke tkaní většinou ve formě rovingu s tloušťkou 6K – 12 K (cca 8-18 ktex).

### Výroba tkaniny
Tkanina sestává většinou z několika (4 až 80) vrstev nad sebou. Jednotlivé vrstvy tkaniny se vyrábějí ve všech základních vazbách s dostavou cca 3-7 nití / cm a protkávají kolmo nebo příčně až třemi různými systémy vazných nití.
V nepřetržitém sledu tak mohou vznikat například:
Vypukliny, tvary písmen T, dvojité T, X, H, L, komplexní tvary (Pi structure), jednoduše a dvojitě spojená křídla, nudle, spirály, disky, sinusoidy, krychle aj.
K výrobě se často používají modifikované stuhařské stroje nebo zvlášť konstruované úzké tkací stroje, jen pro některé jednodušší výrobky se dají použít standardní tkací stroje.
Naprostá většina 3D tkanin se používá jako výztuže kompozitů, na jejichž hmotnosti se podílejí cca 50–70 %. Zbývající část kompozitu tvoří pryskyřice, které se zanášejí do tkaniny různými technikami (např. RTM, VARTM, RFI)
K výhodám trojdimenzionálních tkanin oproti konvenčním výztužím v kompozitech patří zejména
- racionální výroba (téměř) přesných tvarů, rozměrů a konzistence nejrůznějších předmětů
- podstatně snížená delaminace kompozitů

## Druhy 3D tkanin

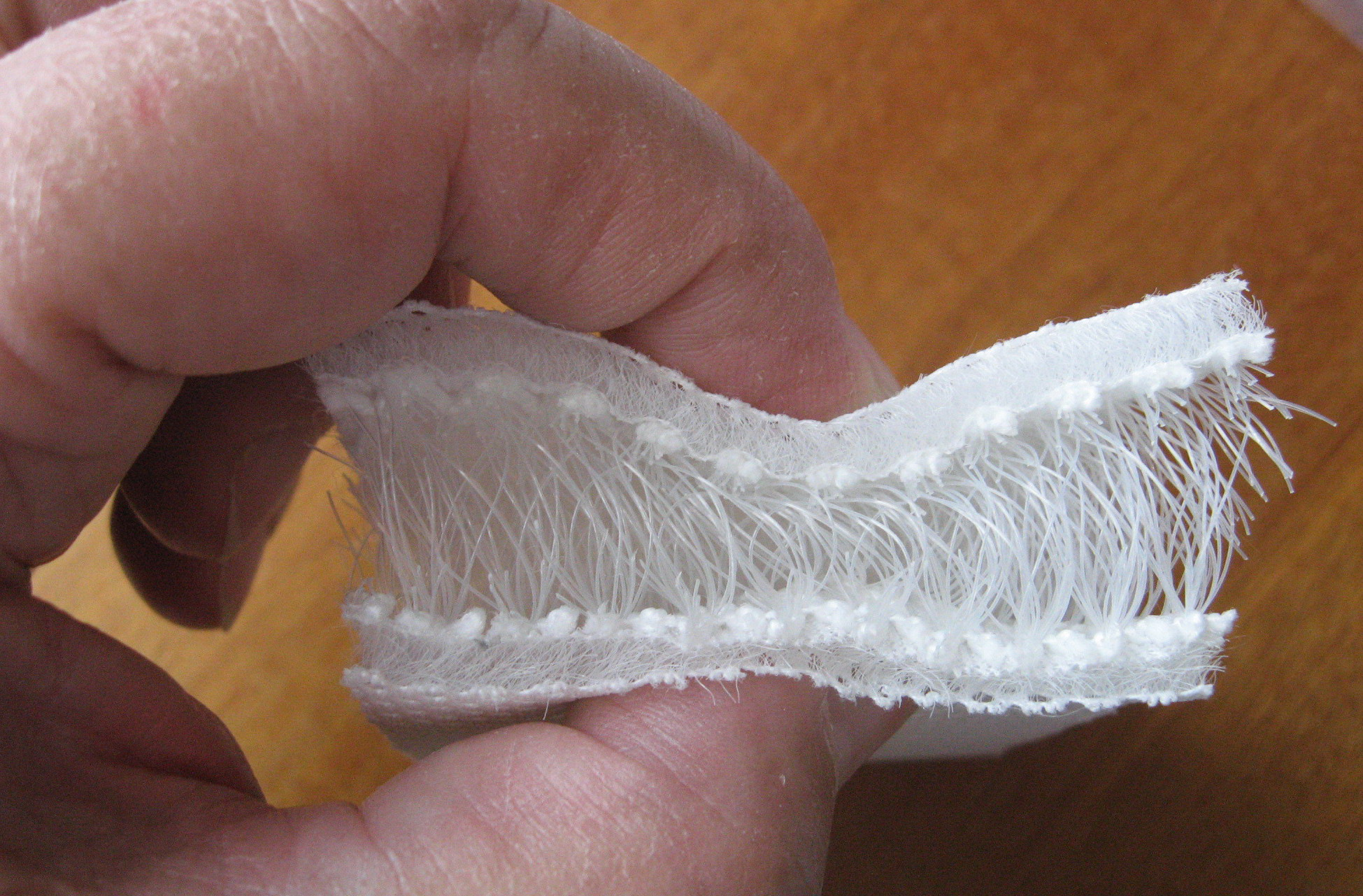
Vzorek 3D (distanční) pleteniny

Některé druhy „klasických“ tkanin (např. plyšové, smyčkové aj.) jsou trojrozměrné, označení 3D tkanina je však známé teprve asi od poslední dekády 20. století, kdy se začalo používat pro trojrozměrné textilie vyvinuté k technickým účelům, především jako výztuže kompozitů.
Zatímco u oděvních nebo bytových textilií má trojrozměrný tvar dát zboží zvláštní vzhled nebo omak, vyvíjejí se technické 3D tkaniny s cílem zlepšit mechanické vlastnosti, především pevnost jak po délce tak i kolmo k ploše výrobku (a snížit náchylnost k delaminaci výztuže v kompozitech aj.).
Trojrozměrné textilie se vyrábí také pletené, splétané a netkané.
V odborné literatuře byly dosud (do roku 2011) popisovány zejména následující druhy 3D tkanin:

### Vícevrstvá 3D tkanina
je složena z několika tkanin spojených nitěmi s vysokou pevností (aramid, skleněná, uhlíková příze apod.). Tímto spojením se liší od plošných vícevrstvých tkanin (2D), které se jen provazují vlastními osnovními nebo útkovými nitěmi.
Technologie 3D se dá vhodně uplatnit u stuhových tkanin a zde obzvlášť na tkacích strojích s člunkovým prohozem.
Tyto úzké tkaniny mohou mít extrémně vysokou dostavu (až 220 útků/cm), pevné kraje, hadicové nebo asymetrické tvary a různé profily stuh (L, T, dvojité T aj.). Používají se na hnací řemeny, bezpečnostní a nosné pásy pro přenos těžkých břemen atd.
V roce 2016 byly zveřejněny výsledky pokusů se 4 prošlupy nad sebou, mezi kterými se útky vzájemně kombinují tak, že se dá utkat např. trubice přecházející pozvolna do tvaru dvojitého T a desítky jiných 3D profilů. Zhotovení složitých 3D profilů je na člunkových stuhařských strojích technicky a ekonomicky výhodnější než např. zpracování technikou splétání, osnovního nebo zátažného pletení

### Tkanina s vypuklinami (shape weaving)
Tkané výztuže kompozitů s výrobky ve tvaru polokoule, krychle a podobných vypuklin se buďto lisují do formy nebo sešívají z patřičně nastříhaných dílů. Asi od začátku 90. let minulého století se zabývají výzkumníci vývojem technologie výroby tkanin s vypuklinami přesně vymezené velikosti a tvaru, se kterými by nahradily dosavadní výrobky s známými nedostatky (hrubé nepřesnosti, vysoký podíl manuální práce atd.). Výsledky do roku 2011:
Na speciálně upraveném pokusném stroji s žakárovým ústrojím se kombinují tři techniky tkaní:
- S použitím paprsku se třtinami sestavenými do tvaru vějíře se dosáhne variabilní hustoty osnovních nití
- Odtahová rychlost jednotlivých nití nebo skupin nití se reguluje pomocnými zařízeními (použitelnými jen pro určitý tvar tvar výrobku).
- Variací vazeb tkaniny se přizpůsobuje její hustota tvaru konečného výrobku

Konstrukce tkanin se programuje na počítači (CAD-simulace), útvary s plochou cca 1,5 m² a výškou vypukliny 30 cm se dají tkát za 2–3 minuty. Jako možné použití se uvádí zejména výztuže na helmy a různá pouzdra ve tvaru otevřené krychle.
V roce 2015 byly v USA zveřejněny snímky z tkalcovny s nejméně 10 novými žakáry na výrobu 3D prepregů.

### Ortogonální 3D tkanina (through-the-thickness fabric)
Sestává ze tří systémů nití, které k sobě navzájem stojí kolmo, takže vytváří prostorový útvar.
Princip tkaní spočívá v tom, že osnovní nitě prochází otvory v pohyblivé desce, kterou se dá nastavit předloha osnovy v libovolném směru. Známé jsou dva druhy:
- Dvě osnovy a jeden útek (pod značkou 3Weave™) : Normální osnova a útek je zde protkána druhou, vaznou osnovou[11]

- Jedna osnova a dva systémy zanášení útku (systém Biteam): Složitá vazební technika se simultánním prohozem jednoho útku vodorovně a jednoho kolmo.[12]

U vícevrstvých tkanin provazuje jeden útek jednotlivé osnovy a druhý spojuje každé dvě vedlejší tkaniny tak, že se může tvořit textilie až z 80 vrstev s tloušťkou cca 5 cm.
Varianta této techniky: Třetí útková nit provazuje vrstvy tkanin kolmo nebo šikmo k osnově
Tkaniny se dají vyrábět jen s omezeným průřezem (cca 60 × 60 nití), kompozitní výztuže mají velmi stejnoměrnou, téměř izotropní vlákennou strukturu, impregnování tkaniny není snadné. Údaje o vyráběném množství nejsou zveřejňovány.

### Distanční tkanina (spacer fabric)
sestává ze dvou tkanin spojených vaznými osnovními nitěmi.
Distanční tkanina se nechá výhodně zhotovit na jehlovém tkacím stroji s dvěma prošlupy nad sebou, do obou se zanáší současně útky. Osnovní nitě jsou vedeny listovkou nebo nitěnkami žakárového ústrojí do jednoho z prošlupů nebo do mezery mezi nimi, mezera mezi oběma tkaninami může být nastavena až na 100 mm.
Distanční tkaniny v klasickém provedení se používají na tkaní velurů a koberců. Vazné niti se zde přímo na tkacím stroji přestřihují a vznikají dvě tkaniny se smyčkovým povrchem. Pro sektor technických textilií se dvojité tkaniny (spojené vaznými nitěmi) používají např. na nafukovací matrace a čluny. Na výztuže kompozitů se tkaniny vyrábí většinou z ultrapevných filamentů a jako lamináty se používají např. na dvojité stěny tankových lodí.

### Záhybová 3D tkanina
se vyrábí na principu tkaného plisé na zvlášť upravených tkacích strojích ze dvou osnov a jednoho systému zanášení útku.
Záhyby mohou vznikat ve tvaru smyček, nebo spojnic dvou vrstev tkaniny, které se dají zpracovat do různých tvarů (např. sendvič plněný pryskyřičnou pěnou).

### Uzlová 3D tkanina
Uzlová 3D tkanina (nodal 3D weave) je útvar, ve kterém se v uzlu (node) mohou spojovat vazby (struts) v obrovském počtu variant tvořených např. ze dvou vrstev nití nad sebou, v několika směrech, v různých polohách a tloušťkách atd.
Teoretické úvahy, definice techniky vzorování a pracovních úkonů nutných ke zhotovení této tkaniny jsou známé asi od 90. let 20. století. Do konce 2. dekády 21. století však nebyly zveřejněny žádné údaje o praktickém zhotovení popisovaného výrobku. 

## Pletené a splétané 3D textilie

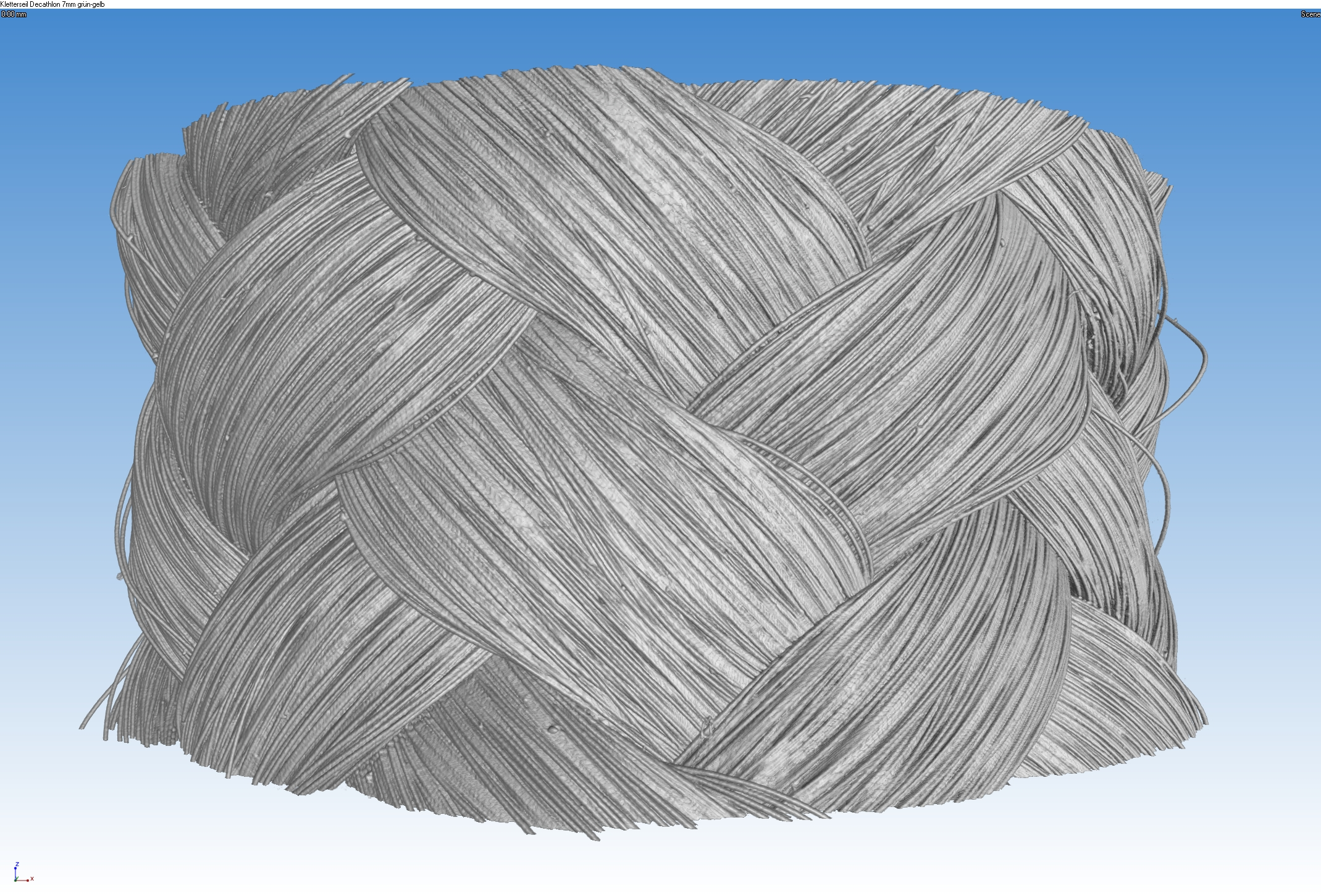
Detail horolezeckého lana splétaného 3D technikou

Jako 3D se v odborné literatuře popisují jen distanční pleteniny, zátažné i osnovní.
Z vazných nití se mezi dvěma pleteninami vytváří lamely, obvykle z materiálů s vysokou pevností. 3D pleteniny mají vynikající, nastavitelnou odolnost proti nárazu. V kompozitech se dají zpracovávat (konsolidovat) jak s termoplastickými, tak i s duroplastickými matricemi. 
U splétaných 3D textilií se rozeznávají
- radiálně oplétané
- s pravoúhlou drahou paliček (těsnění nebo dvoustupňové splétání)
- s modulovým pohonem paliček[10]

Na vývoji splétaných trojrozměrných textilií se intenzivně pracuje teprve od začátku tohoto století. Použití se soustřeďuje hlavně na kompozity, kde se využívá jejich specifických vlastností, jako je např. schopnost přenášení torzních momentů a odporu proti nárazům.

## 3D netkané textilie

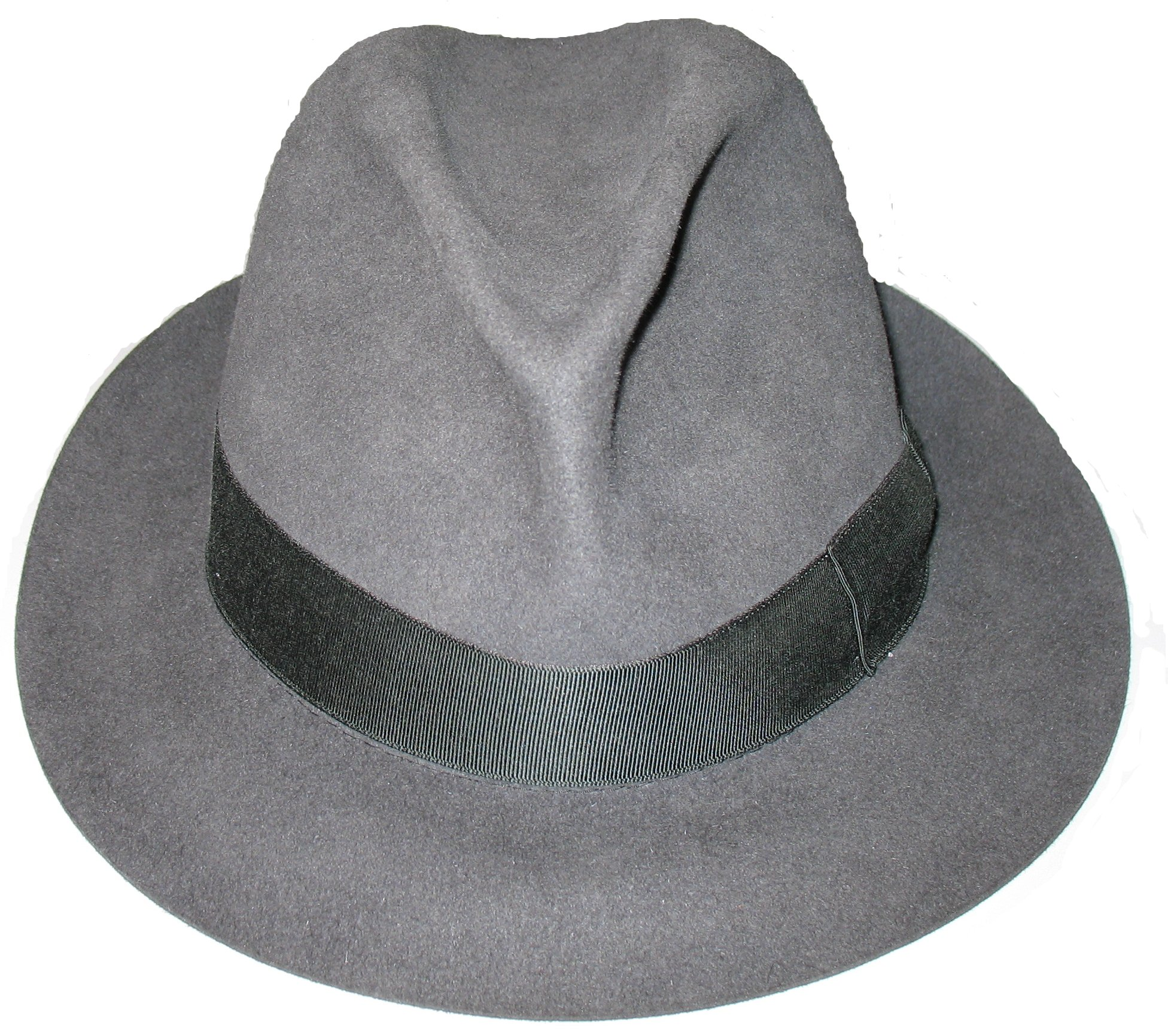
3D textilie: Plstěný klobouk

se dají rozdělit na: 
- vysoce objemné

- kladení vlákenné vrstvy proudem vzduchu – rozvolnění staplových vláken, tvorba pavučinky nasáváním na mříž, vrstvení více pavučinek nad sebou nebo vedle sebe
- kladení více vrstev nad sebou nebo zvrásněním vrstvy – Příklady: (české) Struto nebo (německý) Kunit
- tvarované

- plošná textilie se tvaruje s pomocí horkého vzduchu – Příklady: plstěné klobouky, rukavice
- vlákna vyrobená technologií melt-blown se stříkají na patřičnou formu
- noobing (viz stejnojmenný článek)

### Objem výroby
Celosvětový výnos z prodeje 3D netkaných textilií se udával za rok 2020 se 488 miliony USD.